# Bona (chanteuse)
Pour les articles homonymes, voir Bona.
Dans ce nom coréen, le nom de famille, Kim, précède le nom personnel.
Kim Ji-yeon (Hangeul: 김지연), aussi connue sous le nom de scène Bona, née le 19 août 1995, est une actrice et chanteuse sud-coréenne. Elle fait partie du girls band WJSN. Elle a fait ses débuts d'actrice dans le drama Hit the Top en 2017, et obtient par la suite le rôle principal du drama Girls' Generation 1979  la même année.

## Filmographie

### Séries télévisées
- 2017 : Hit the Top : Do Hye-ri
- 2017 : Girls' Generation 1979 : Lee Jung-he (8 épisodes)
- 2018 : Radio Romance : DJ Jay (cameo)
- 2018 : Your House Helper : Im Da-yeong (32 épisodes)[3]
- 2020–2021 : Homemade Love Story : Lee Hae-deun (100 épisodes)
- 2022 : Twenty-Five Twenty-One : Ko Yu-rim (16 épisodes)
- 2023 : Joseon Attorney : Lee Yeon-joo (16 épisodes)
- 2024 : Pyramid Game (ko) : Sung Soo-ji (10 épisodes)[4]

### Émissions
- 2018 : Law of the Jungle: Northern Mariana Islands

## Distinctions
| Année | Prix                     | Catégorie                                                       | Nomination                          | Résultat | Ref.  |
| ----- | ------------------------ | --------------------------------------------------------------- | ----------------------------------- | -------- | ----- |
| 2017  | 2017 KBS Drama Awards    | Prix de l'Excellence (Actress in a One-Act/Special/Short Drama) | Girls' Generation 1979              | Nommée   |       |
| 2017  | 2017 KBS Drama Awards    | Meilleure Nouvelle Actrice                                      | Hit the Top, Girls' Generation 1979 | Nommée   |       |
| 2018  | Korea First Brand Awards | Prix féminin (Idol-Actor)                                       | N/A                                 | Gagnant  | [ 5 ] |